# Argyphia torrida
Argyphia torrida är en fjärilsart som beskrevs av Saalmüller 1891. Argyphia torrida ingår i släktet Argyphia och familjen nattflyn. Inga underarter finns listade i Catalogue of Life.